# Михайлополь

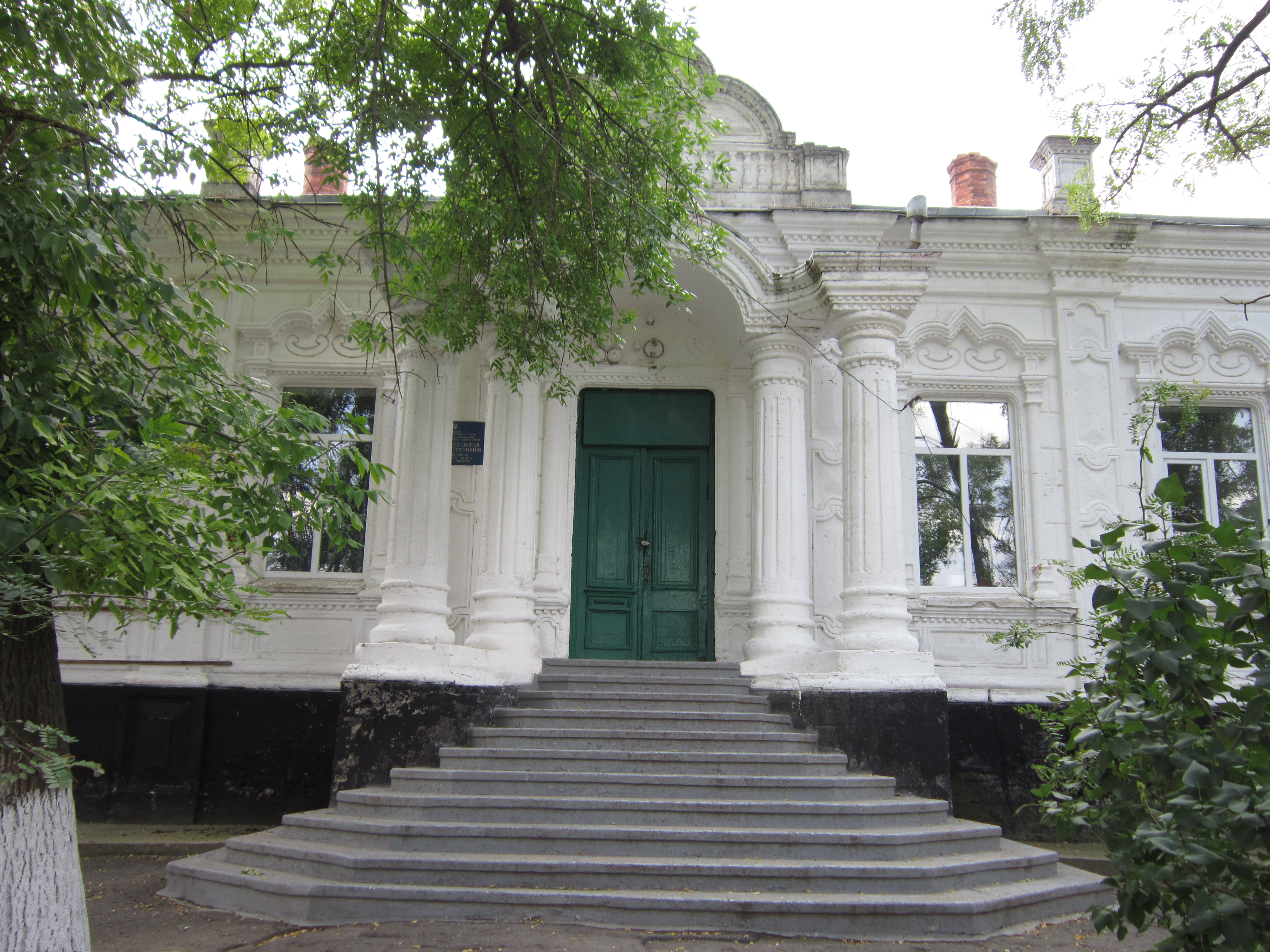
Усадьба Юковского

Михайлополь (укр. Михайлопіль) — село, относится к Ивановскому району Одесской области Украины. У села протекает река Большой Куяльник.
Население по переписи 2001 года составляло 509 человек. Почтовый индекс — 67210. Телефонный код — 4854. Занимает площадь 3,181 км². Код КОАТУУ — 5121882601.
В селе сохранилась усадьба Юковского (1903 года постройки), уездного предводителя дворянства — памятник архитектуры местного значения. В настоящее время здание усадьбы используется как школа.

## Местный совет
67210, Одесская обл., Ивановский р-н, с. Михайлополь, ул. Ленина, 25а